# 北浦停留場
北浦停留場（日语：／ Kitaura teiryūjō */?）是位於高知縣高知市大津，屬於土佐電交通後免線的電車站。

## 歷史
此站在1910年（明治43年）12月，由土佐電交通的前身土佐電氣鐵道鹿兒停留場至大津停留場（廢止，參見領石通停留場）之間開通，此站同時啟用。
- 1910年（明治43年）12月4日 - 土佐電氣鐵道電車站啟用[1][2]。
- 2014年（平成26年）10月1日 - 土佐電氣鐵道、高知縣交通（日语：高知県交通）和土佐電Dream Service（日语：土佐電ドリームサービス）合併，土佐電交通成立[3]。成為土佐電交通的電車站。

## 電車站構造
本站建在專用路軌和共用道路上，設有2面2線的相對式乘車處（千鳥式）。播磨屋橋方向的乘車處為安全島（月台），後免町方向的乘車處為於並行道路上，該處劃有白線標示乘車處。

## 電車站周邊
此站附近為幽靜的住宅區。車站北邊設有舟入川。
- 國道195號（日语：国道195号）
- 高知大學醫學部（舊・高知醫科大學）

## 相鄰電車站
土佐電交通
後免線
領石通－北浦－舟戶

## 注腳
1. 1 2  《土佐電鉄が走る街 今昔》100・156-158頁
2. ↑  今尾惠介（監修）. . 11 中国四国. 新潮社. 2009: 61. ISBN 978-4-10-790029-6 （日语）.
3. ↑  上野宏人. . 毎日新聞 (毎日新聞社). 2014-10-02 （日语）.
4. ↑  川島令三. . 【図説】 日本の鉄道. 第2巻 四国西部エリア. 講談社. 2013: 34・91頁. ISBN 978-4-06-295161-6 （日语）.
5. 1 2  《土佐電鉄が走る街 今昔》85頁
6. ↑  . 高知新聞社. 1998: 84. ISBN 4-87503-268-4 （日语）.